# Amaranthus deflexus
Amaranthus deflexus L. es una especie herbácea perteneciente a la familia de las amarantáceas.

## Descripción
Se trata de una especie con una corta vida perenne o anual. La planta puede crecer hasta alcanzar los 0,5 m de altura.
Se trata de una planta vivaz normalmente postrada, que dentro del género pertenece al grupo de especies cuyo fruto es indehiscente, diferenciándose dentro del grupo por sus frutos lisos, siendo la semilla mucho más pequeña que la cavidad del fruto. La mayoría de las flores son dímeras, dispuestas en espicastros terminales y las hojas son ovadas o cortamente lanceoladas. 
Un híbrido natural de Amaranthus deflexus y Amaranthus muricatus ha sido descrito en Europa, y es conocido como Amaranthus x tarraconensis. 
Distribución
Es nativa de Sudamérica en Argentina, Chile y Perú. Florece en el verano a otoño, y se ha introducido en muchas regiones cálidas o templadas del planeta. 
Hábitat
Crece mejor en zonas de maleza o en hábitats perturbados.

## Taxonomía
Amaranthus deflexus fue descrito por Carlos Linneo  y publicado en Mantissa Plantarum 2: 295. 1771.
Etimología
Amaranthus: nombre genérico que procede del griego amaranthos, que significa "flor que no se marchita".
deflexus: epíteto latino que significa "girado, doblado".
Sinonimia
NOTA: Los nombres que presentan enlaces son sinónimos en otras especies: 
- Albersia deflexa
- Albersia prostrata
- Amarantellus argentinus
- Amaranthellus argentinus
- Amaranthus argentinus
- Amaranthus deflexus var. rufescens
- Amaranthus minor
- Amaranthus perennis
- Amaranthus prostratus
- Euxolus deflexus
- Euxolus deflexus var. ascendens
- Euxolus deflexus var. major
- Euxolus deflexus var. minor
- Euxolus deflexus var. rufescens
- Galliaria prostrata
- Glomeraria deflexa

Vernáculo
- Castellano:"bledo rastrero".

## Estudios
- En este trabajo se presenta un estudio de la anatomía de las hojas de especies de malas hierbas de gran ocurrencia en Brasil: Amaranthus deflexus, Amaranthus spinosus, Alternanthera tenella y Euphorbia heterophylla, visando mejor comprensión de las barreras que cada especie impone a la penetración de los herbicidas y otros compuestos utilizados en aplicaciones foliares.[6]